# 季戈里
47°37′40″N 29°17′49″E / 47.62778°N 29.29694°E
迪霍里（烏克蘭語：Дігори）是位於烏克蘭西南部的村莊，由敖德萨州波季利斯克区的奧克尼市鎮負責管轄。該村始建於1840年，面積1.26平方公里，海拔高度93米，2001年人口175，人口密度每平方公里138.89人。